# Чандрапур (округ)
Чандрапур (маратхи चंद्रपूर जिल्हा; англ. Chandrapur) — округ в индийском штате Махараштра. Образован 1 мая 1960 года. Административный центр — город Чандрапур. Площадь округа — 10 695 км². По данным всеиндийской переписи 2001 года население округа составляло 2 071 101 человек. Уровень грамотности взрослого населения составлял 73,2 %, что выше среднеиндийского уровня (59,5 %). Доля городского населения составляла 32,1 %.